# Ferdinand Feldbrugge

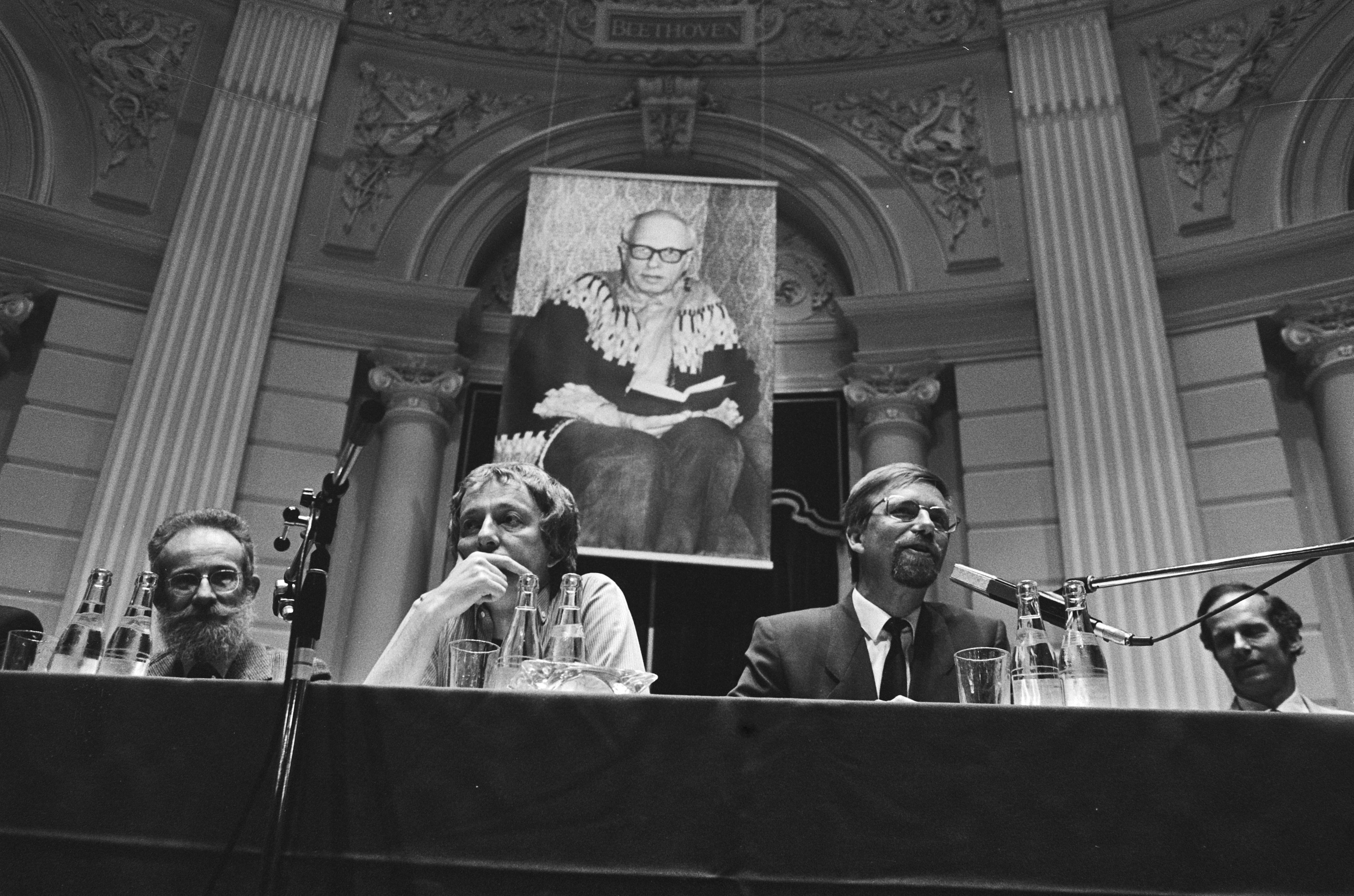
Feldbrugge (stânga), 1985

Ferdinand Joseph Maria Feldbrugge (n. 1933 în Den Haag) este un om de știință neerlandez, expert în drept cu specializarea Rusia și Europa de Est.
A studiat dreptul și a obținut titlul de doctor în anul 1959 cu o lucrare intitulată ”Schuld in het Sowjet strafrecht”(=Vinovăția în dreptul penal sovietic actual) O fost profesor de drept esteuropean la universitatea din Leiden între 1968 și 1998. Între ani 1995 / 2000 a fost președintele Consiliului International pentru Studii Central și Est Europene,.
Este căsătorit cu o irlandeză și are trei fete.

## Opera
- The constitutions of the USSR and the union republics : analysis, texts, reports [Hrsg. F. J. M. Feldbrugge
- Law in Medieval Russia, 2009
- Russia, Europe, and the Rule of Law (Hrsg. F. Feldbrugge), 2007
- Public Policy and Law in Russia: In Search of a Unified Legal and Political Space (Hrsg. mit Robert Sharlet)
- Law in Transition, 2002
- Human Rights in Russia and Eastern Europe (hrsg. mit William B. Simons), 2002
- International and National Law in Russia and Eastern Europe (hrsg. mit Roger Clark und Stanislaw Pomorski), 2001
- The Emancipation of Soviet Law (Hrsg.)
- Russian Law
- Law and the Gorbachev Era (hrsg. mit Donald D. Barry, Georg Brunner und George Ginsburgs)
- Encyclopedia of Soviet law, Hrsg. Feldhoff, 2. Aufl. 1985
- The distinctiveness of Soviet law : [selected papers from the Third World Congress for Soviet and East European Studies, Washington, DC, 30 October - 4 November 1985] / Hrsg. F. J. M. Feldbrugge
- Perspectives on Soviet law for the 1980s : selected papers from the 2. World Congress for Soviet and East European Studies, held in Garmisch-Partenkirchen, Germany, Sept. 30-Oct. 4 1980 / Hrsg. mit William B. Simons, The Hague [u.a.]: Nijhoff, 1982.
- Samizdat and political dissent in the Soviet Union, Sijthoff, Leyden, 1975.
- Soviet Criminal Law : general part / F. J. Feldbrugge. -Status juris: 1. Jan. 1964; Leyden: Sythoff, 1964
- Schuld in het Sowjet strafrecht, Utrecht, 1959
- Mijn katholieke geloof verklaard. Uitgeverij Colomba Oegstgeest, 2003.

## Literatură
- Simons, William (Hrsg): Private and civil law in the Russian Federation: essays in honor of F. J. M. Feldbrugge. Nijhoff, Leiden [u.a.], 2009.
- Ginsburgs, George [Hrsg.]: The revival of private law in central and Eastern Europe : essays in honor of F. J. M. Feldbrugge. The Hague [u.a.], Nijhoff; 1996

## Referenzen
1. ↑  „copie arhivă”. Arhivat din original la 15 octombrie 2012. Accesat în 19 noiembrie 2012.